# 카리 메테 요한센
카리 메테 요한센(노르웨이어: Kari Mette Johansen, 1979년 1월 11일~)은 노르웨이의 은퇴한 핸드볼 선수로 포지션은 레프트윙이다. 1998년부터 2014년까지 노르웨이 1부 리그인 엘리테세리엔의 라르비크 HK에서 활약했다. 
노르웨이 여자 대표팀의 일원으로 203경기 출전했으며 올림픽 2회 우승(2008, 2012), 세계 선수권 대회 1회 우승(2011), 유럽 선수권 대회 4회 우승(2004, 2006, 2008, 2010)을 달성했다.